# Museo de Arte Bridgestone
El Museo de Arte Bridgestone (ブリヂストン美術館 ; Burijisuton Bijitsukan) se encuentra en Tokio, Japón.
Fue fundado en 1952 por el creador de la Bridgestone Tire Co., Shōjirō Ishibashi (su apellido significa «puente de piedra»). El museo se encuentra en la sede de la sociedad Bridgestone, en Chūō (Tokio).
Las colecciones del museo incluyen cuadros impresionistas, post-impresionistas y obras del siglo XX de artistas japoneses, europeos y estadounidenses, así como obras de cerámica de la Antigua Grecia. 

## Selección de artistas
- Eugène Delacroix
- Camille Corot
- Eugène Boudin
- Édouard Manet
- Edgar Degas
- Pierre-Auguste Renoir
- Gustave Caillebotte
- Camille Pissarro
- Claude Monet
- Roger Montané
- Vincent van Gogh
- Eugène Henri Paul Gauguin
- Gustave Moreau
- Paul Cézanne
- Asai Chū
- Amedeo Modigliani
- Maurice Denis
- Georges Rouault
- Pablo Picasso
- Paul Klee
- Narashige Koide
- Tsuguharu Foujita
- Fujishima Takeji.[3]
- Shigeru Aoki

## Selección de obras expuestas

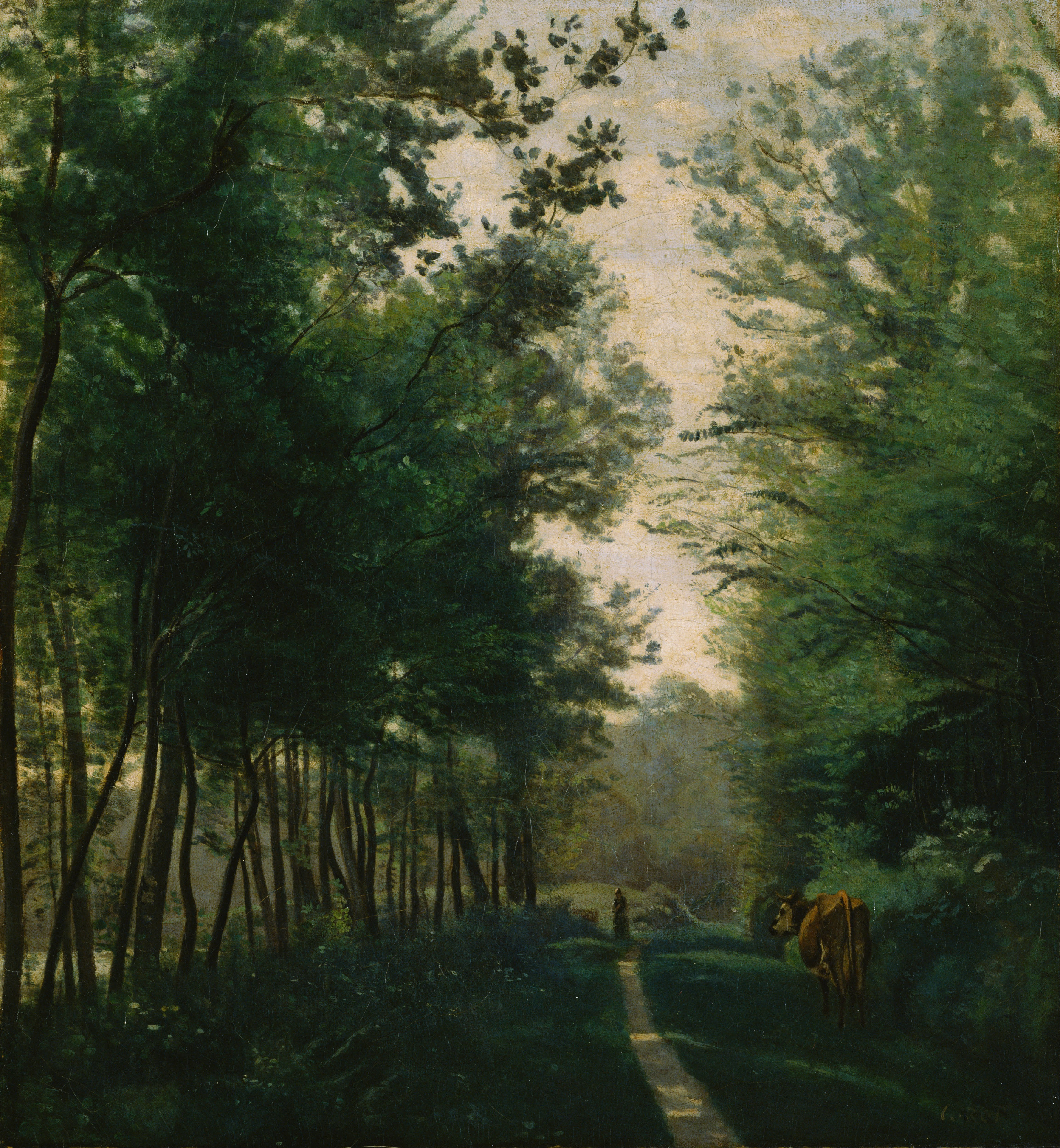
Camille Corot, Ville d'Avray (1835-1840)
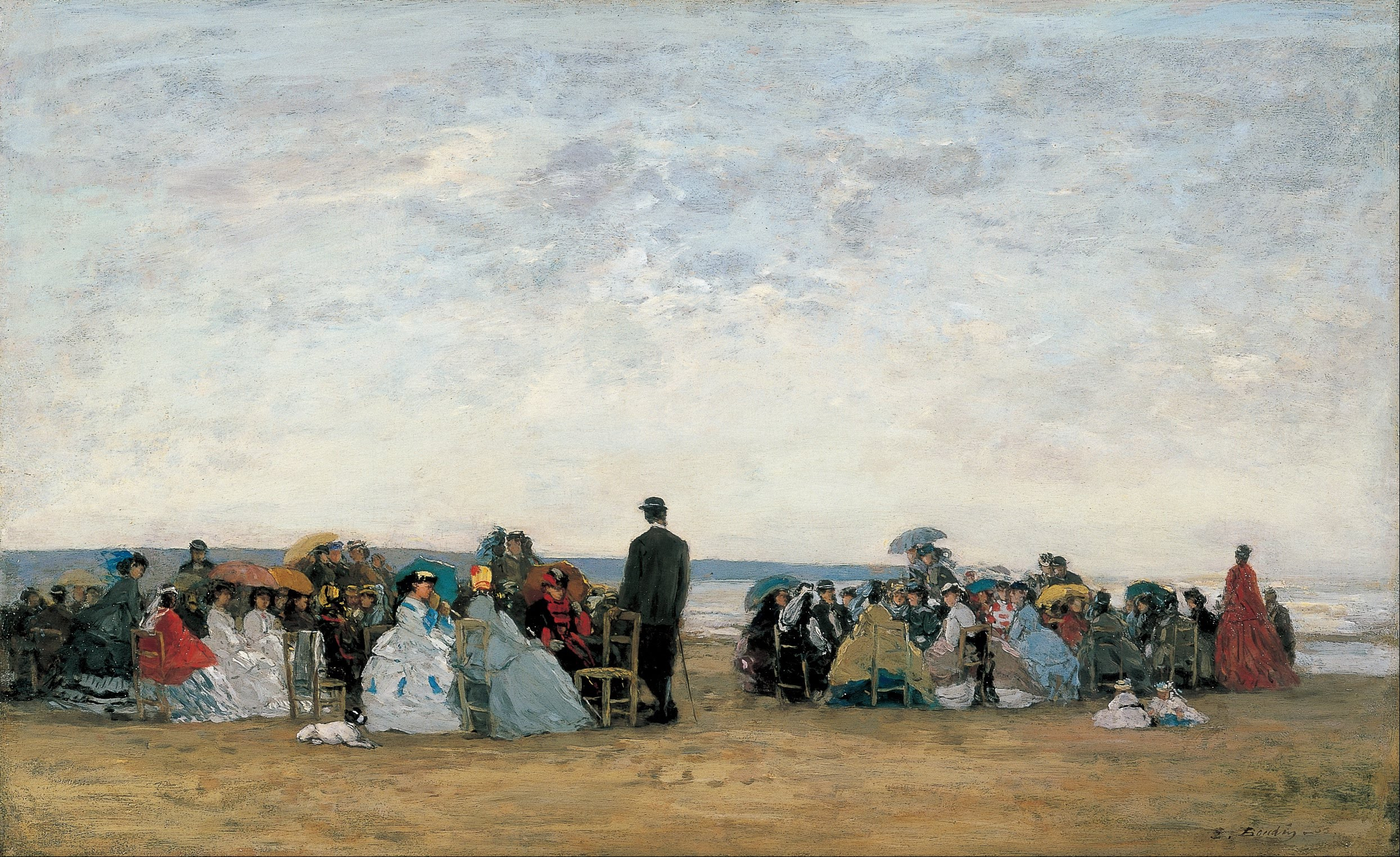
Eugène Boudin, La Plage près de Trouville (ca. 1865)
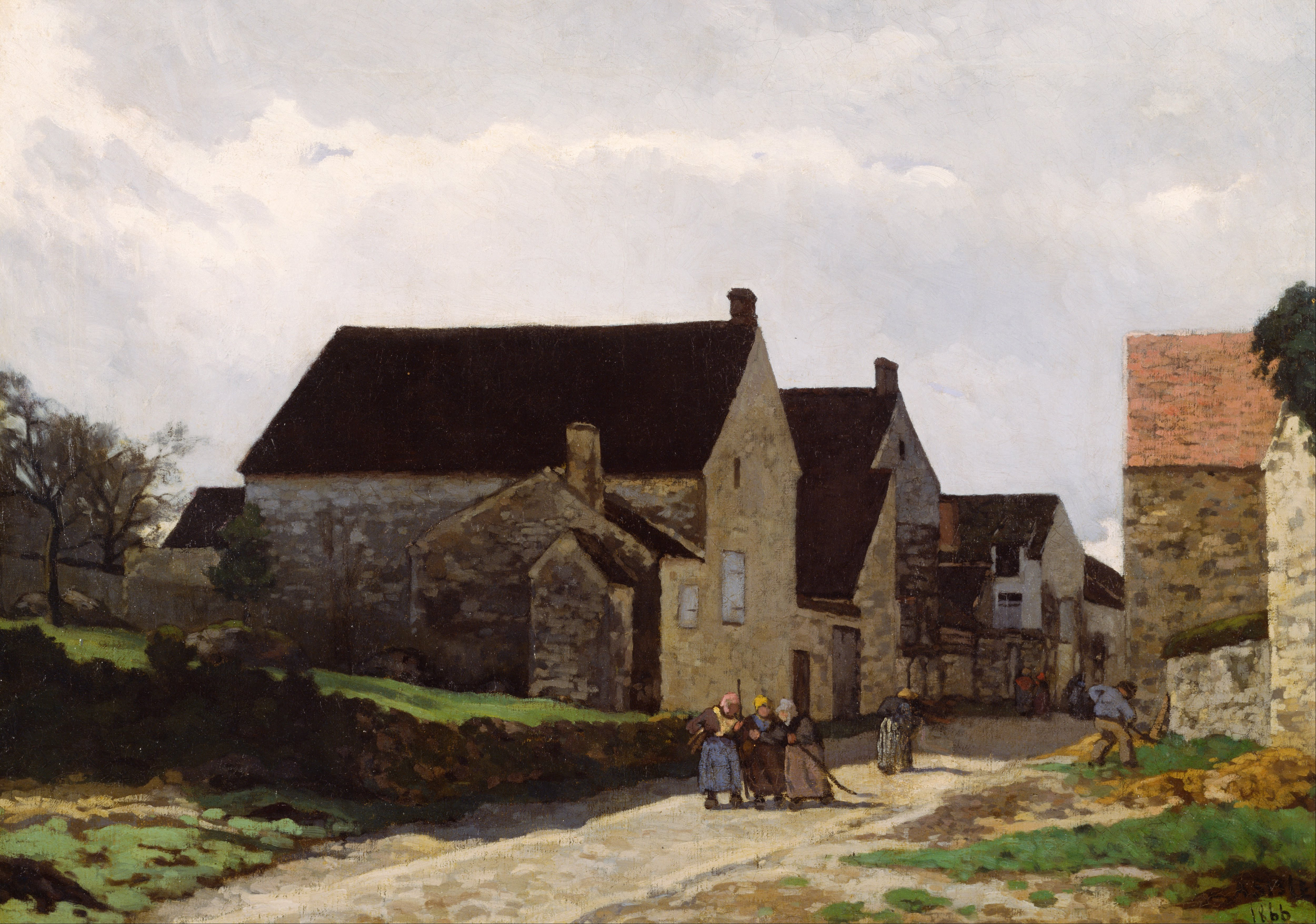
Alfred Sisley, Femmes en route pour les bois (1866)
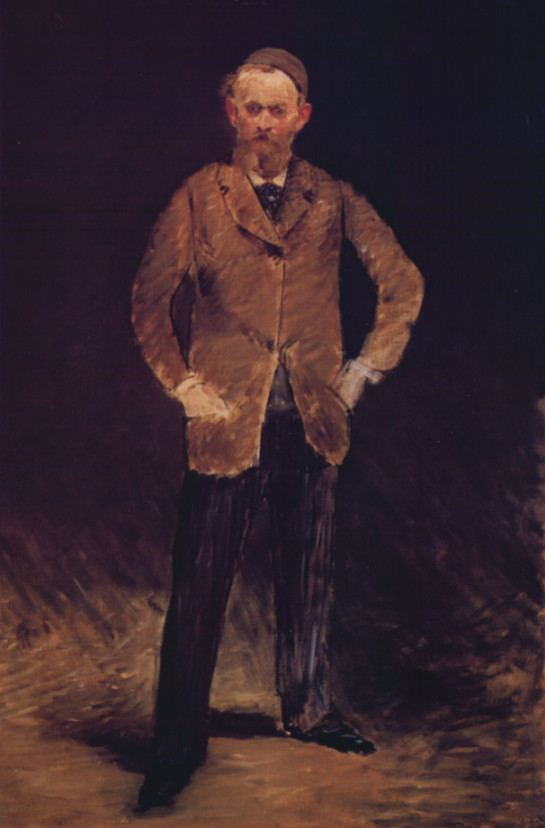
Édouard Manet, Autoportrait avec le chapeau (1878-1879)
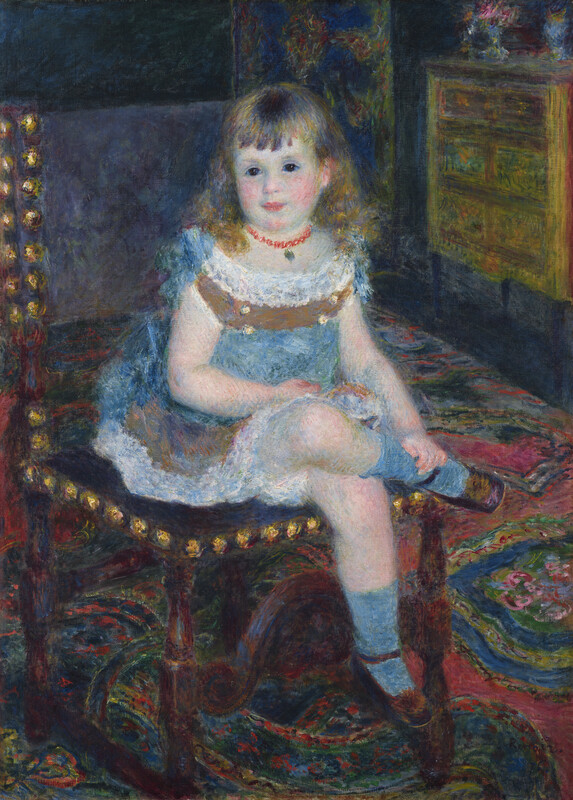
Pierre-Auguste Renoir, Georgette Charpentier assise (1878)
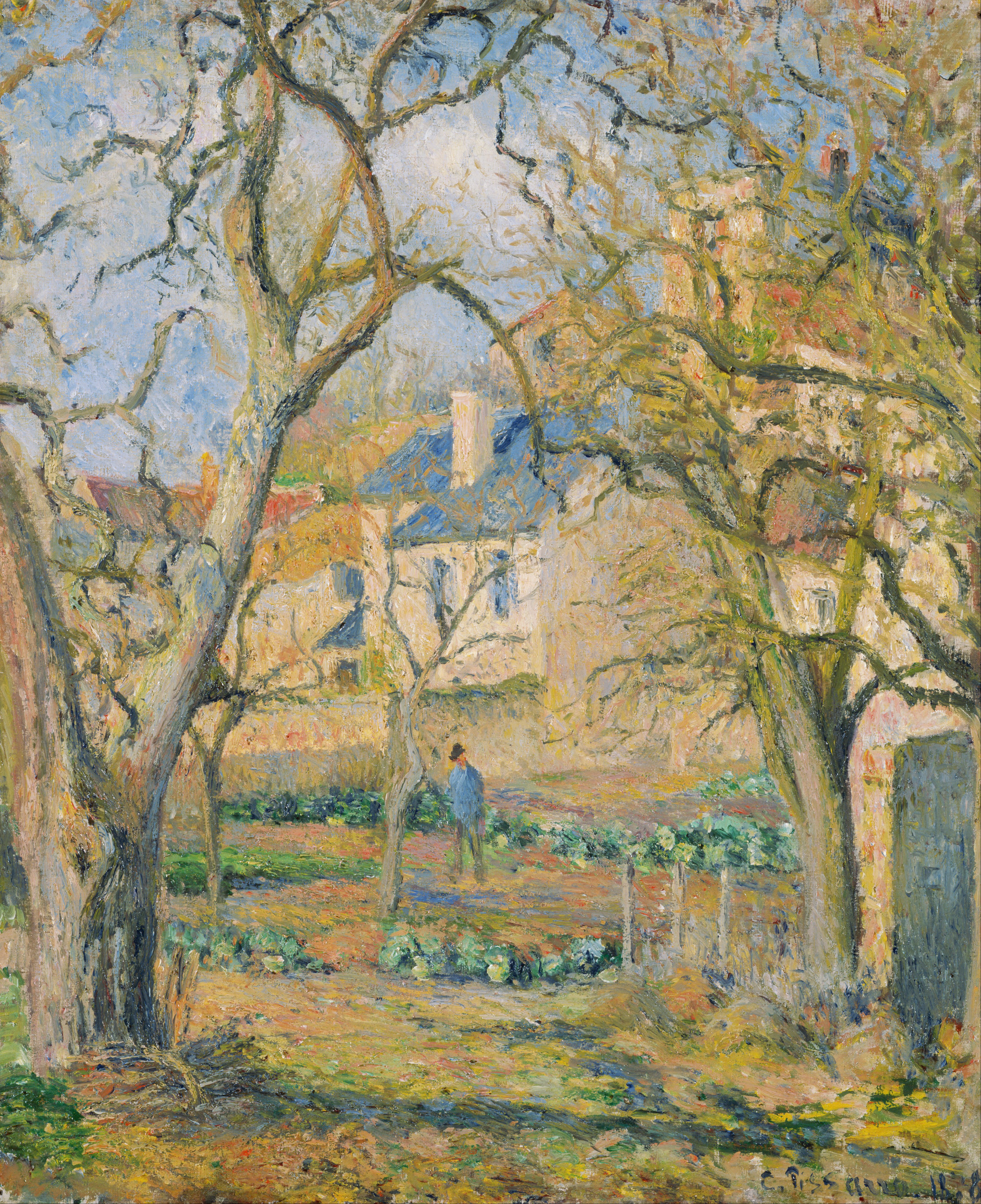
Camille Pissarro, Le Potager (1878)
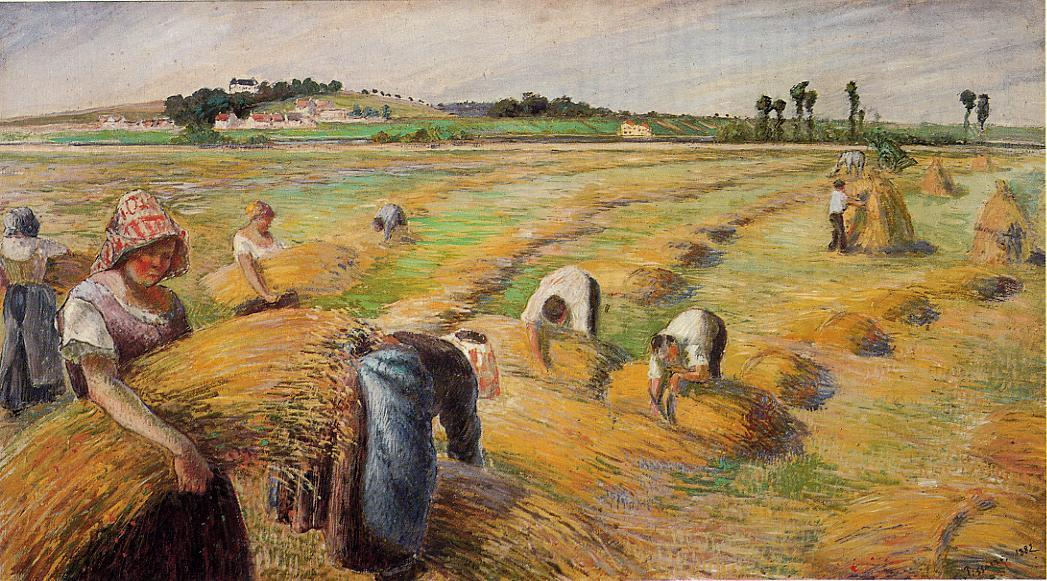
Camille Pissarro, La Moisson (1882)
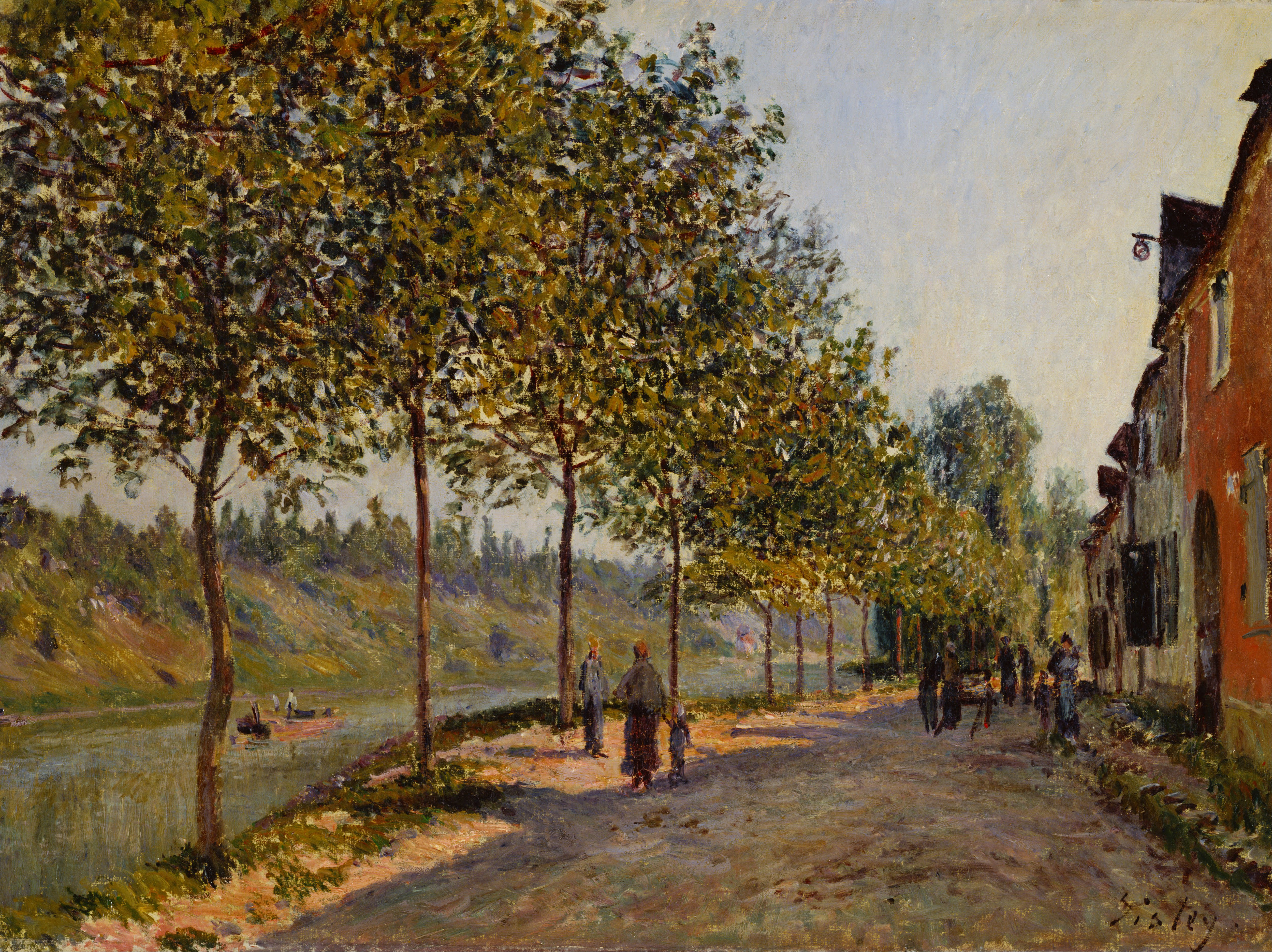
Alfred Sisley, Matin de juin à Saint-Mammès (1884)
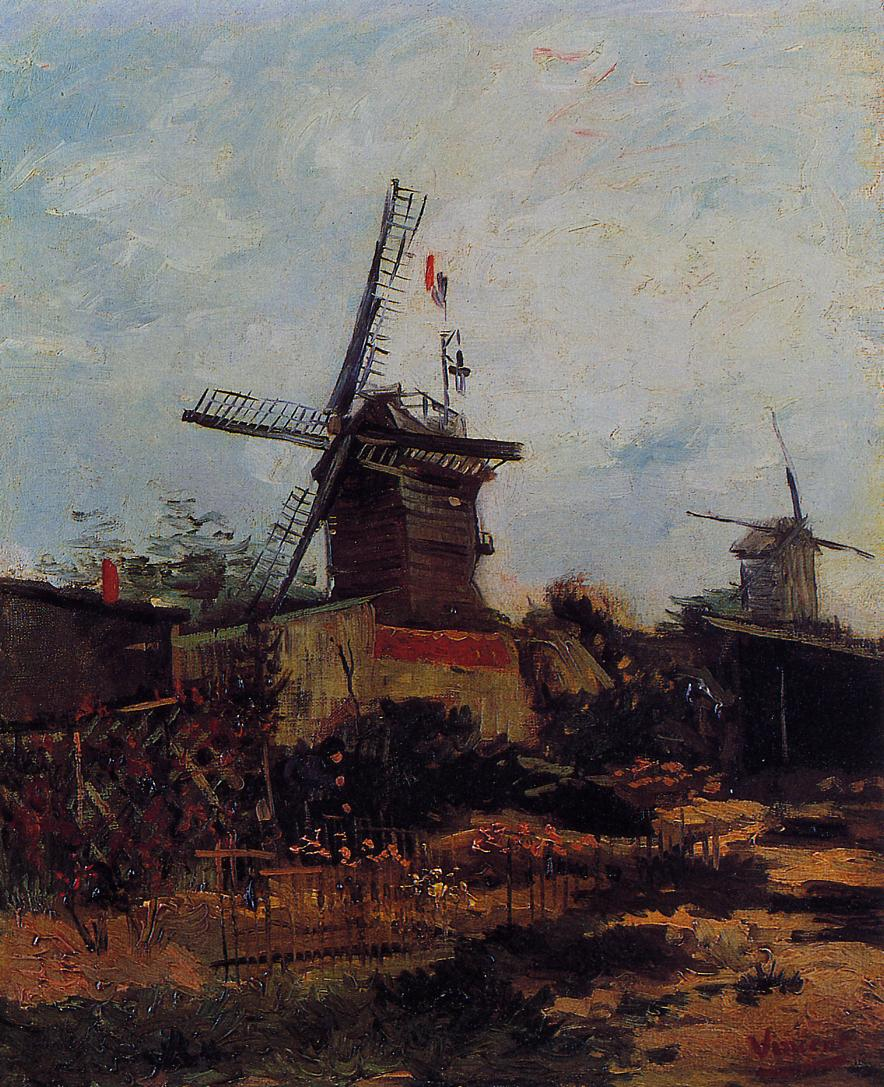
Vincent van Gogh, Le Moulin de Blute-Fin (1886)
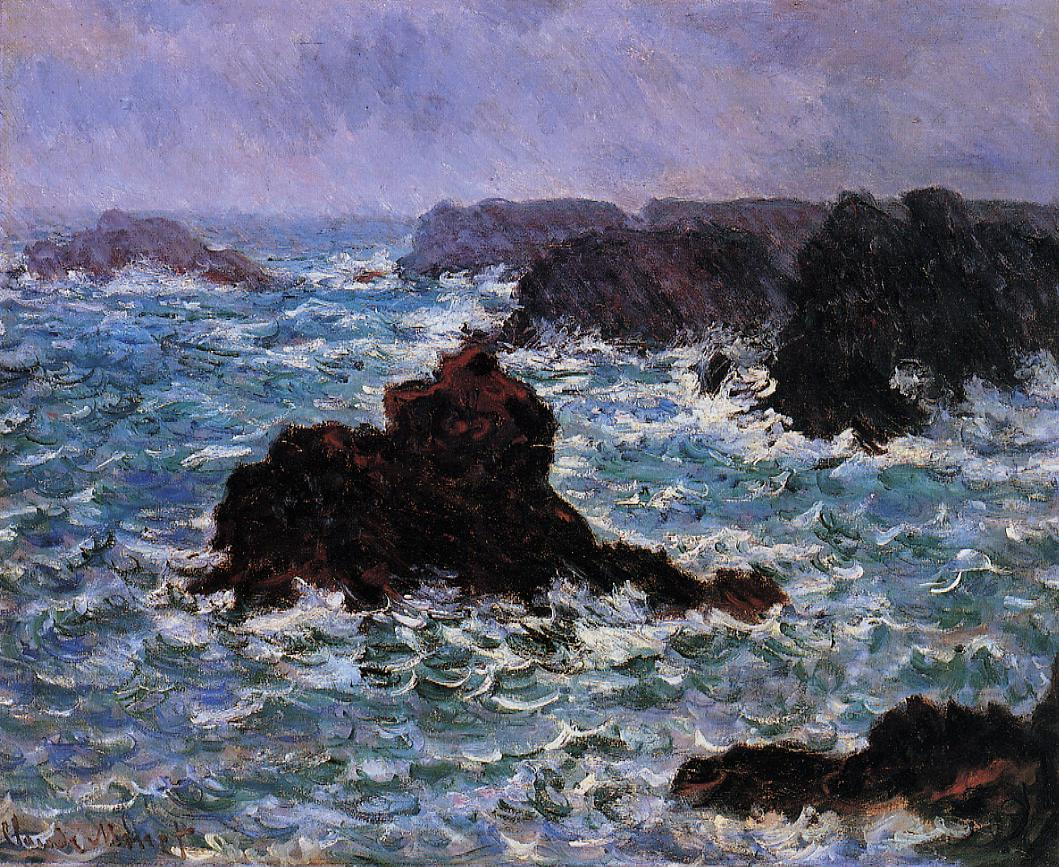
Claude Monet, Belle-Île (1886)
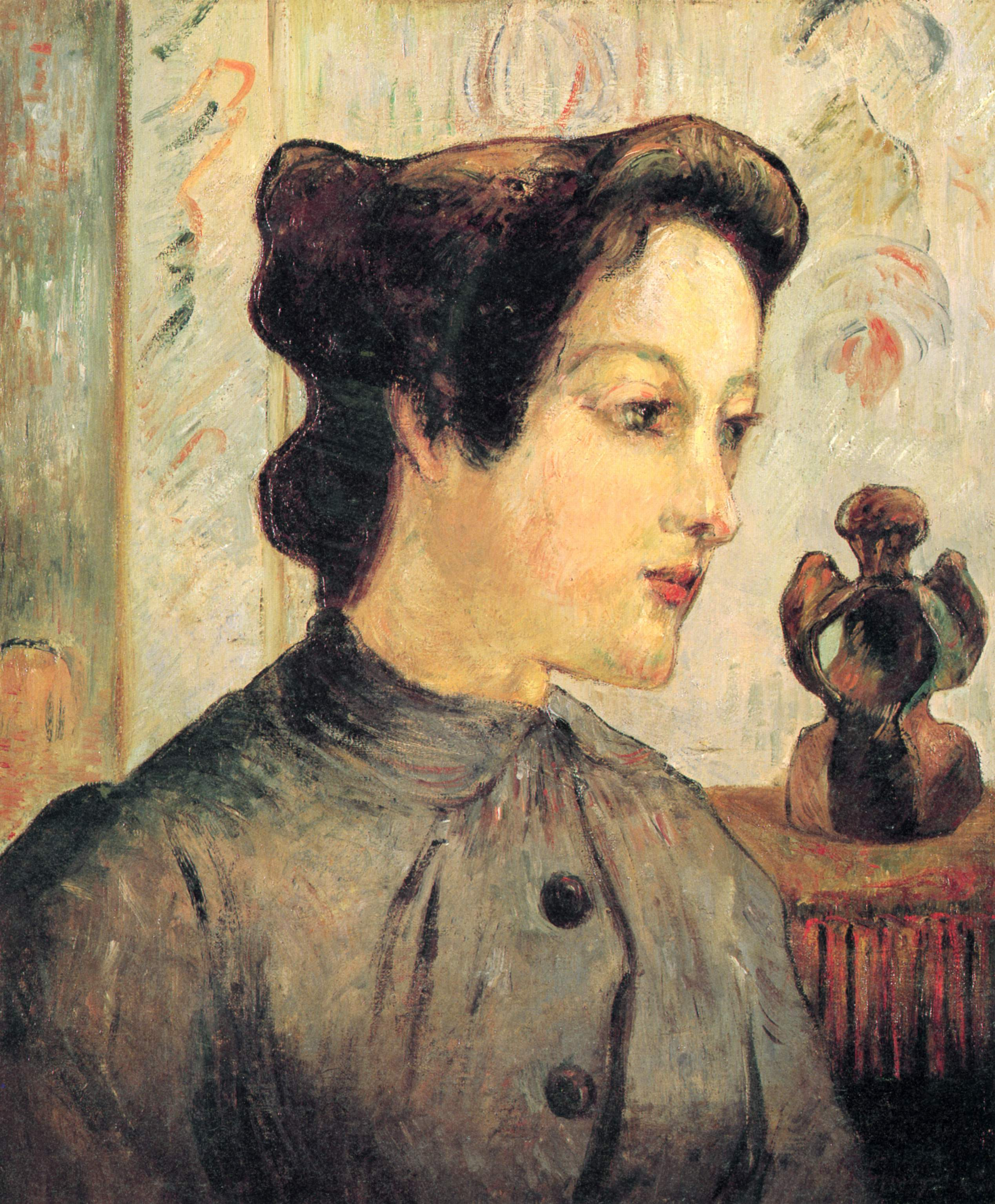
Paul Gauguin, Femme aux cheveux noués (1886)
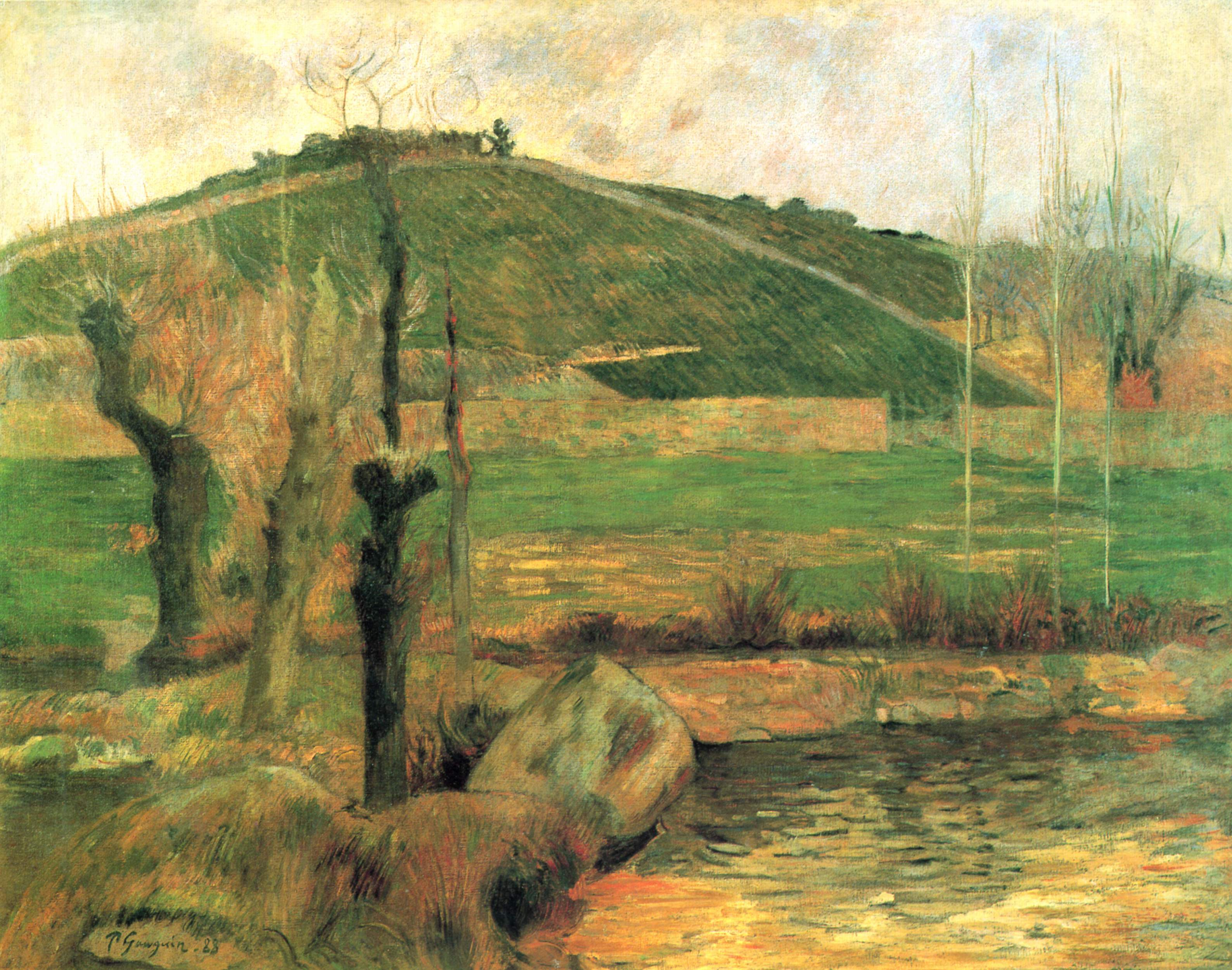
Paul Gauguin, Vue de la Montagne Sainte-Marguerite depuis Pont-Aven en contrebas (1888)
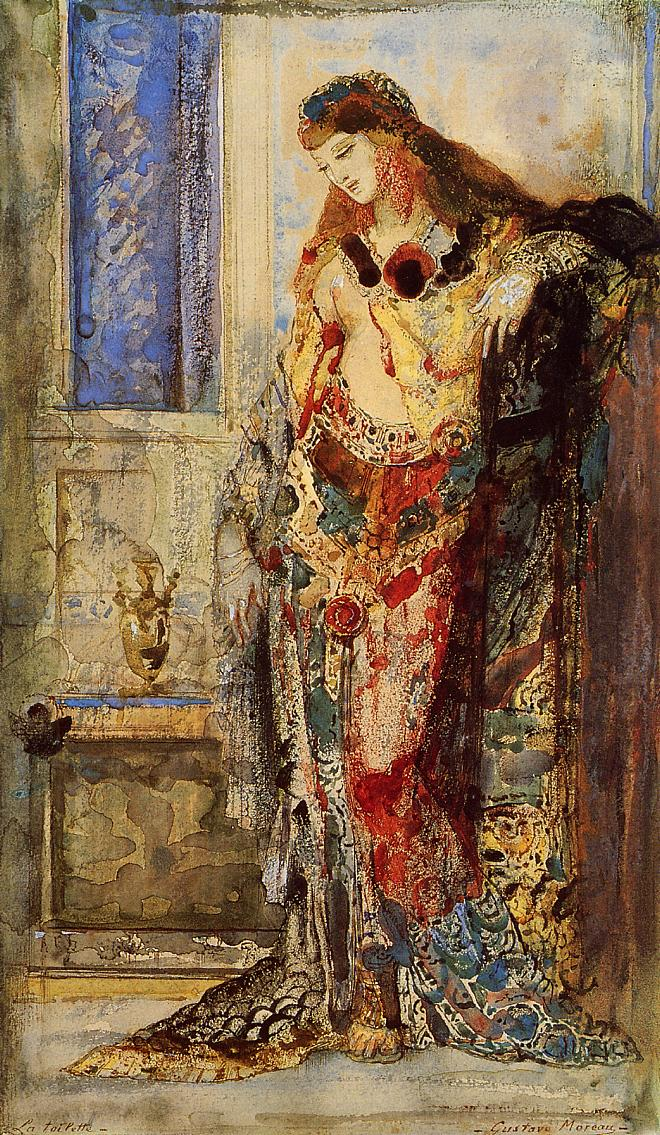
Gustave Moreau, La Toilette (1885-1890)
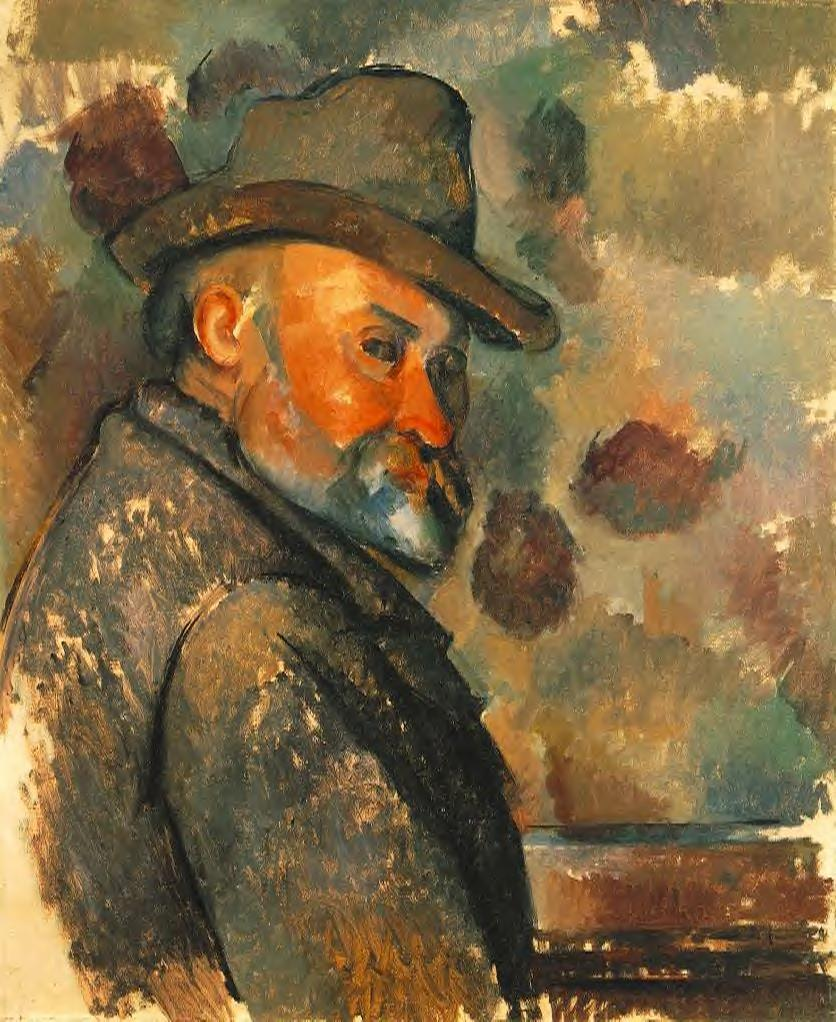
Paul Cézanne, Autoportrait au chapeau de feutre (1890-1894)
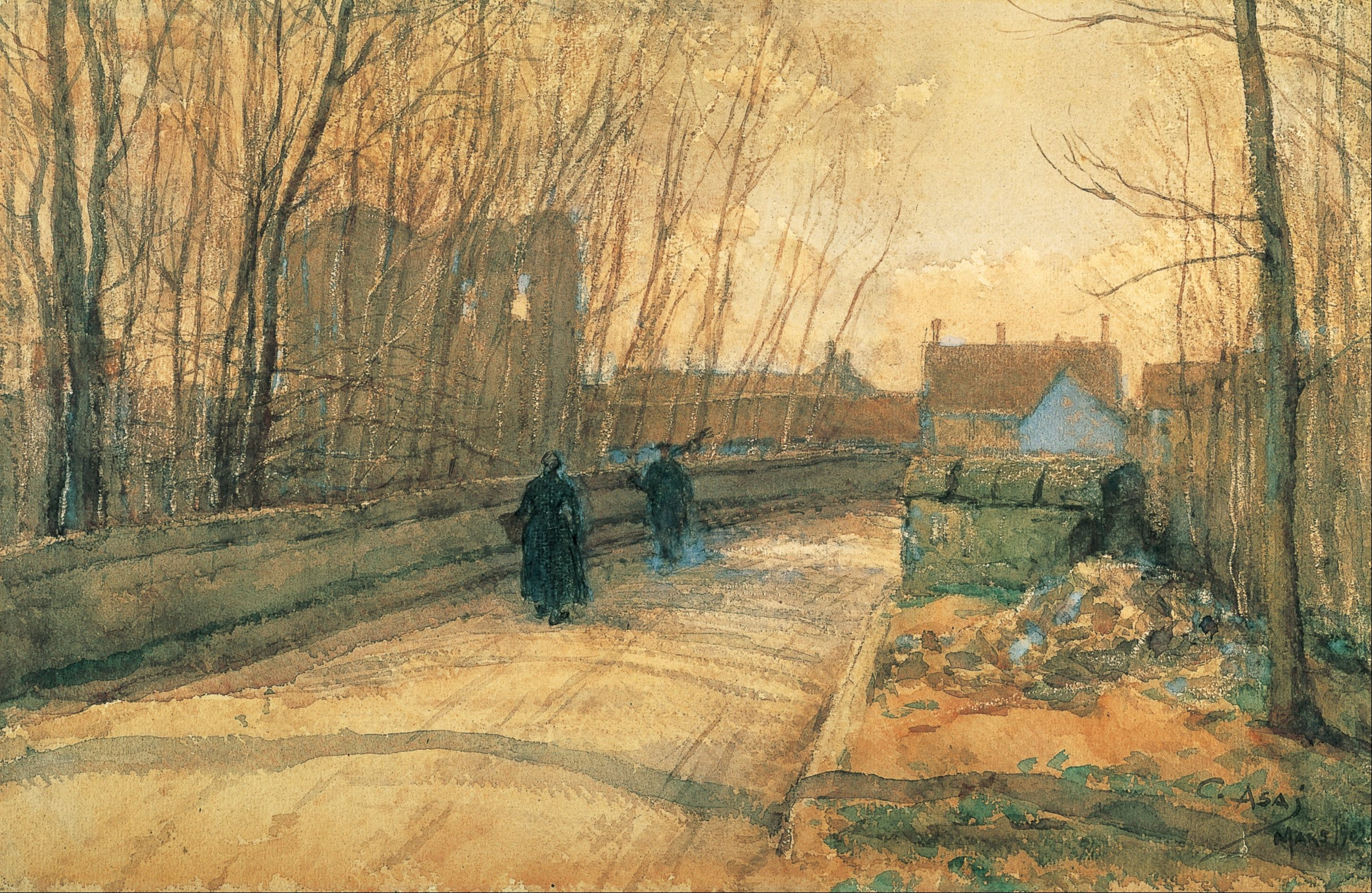
Asai Chū, Le Pont à Grez-sur-Loing  (1902)
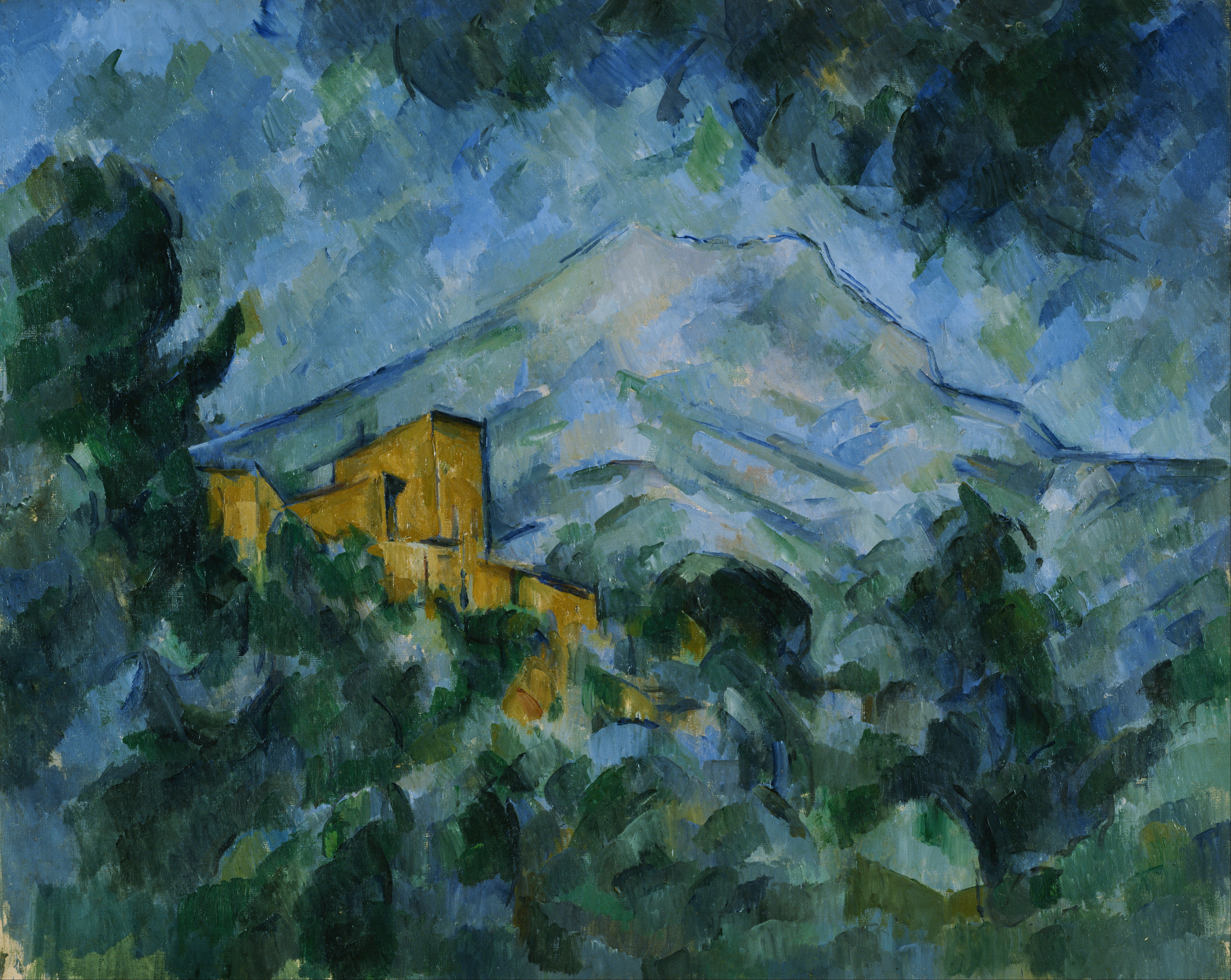
Paul Cézanne, La Montagne Sainte-Victoire et le Château noir (1904-1906)
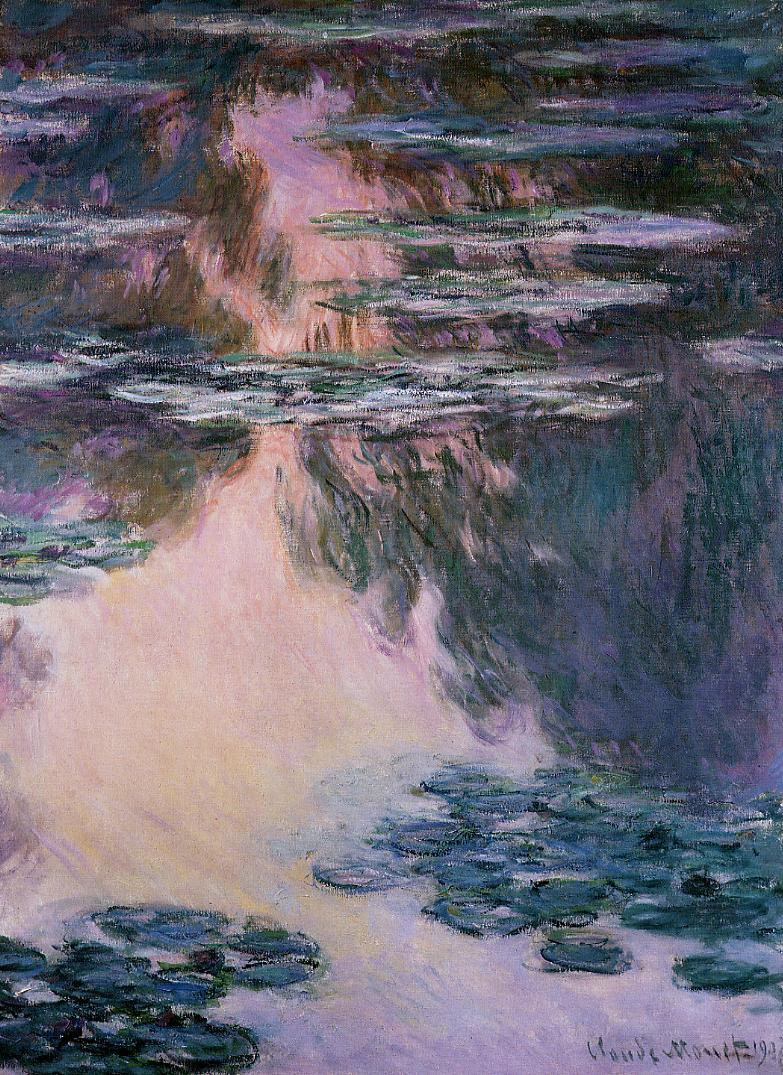
Claude Monet, Nénuphars (1907)
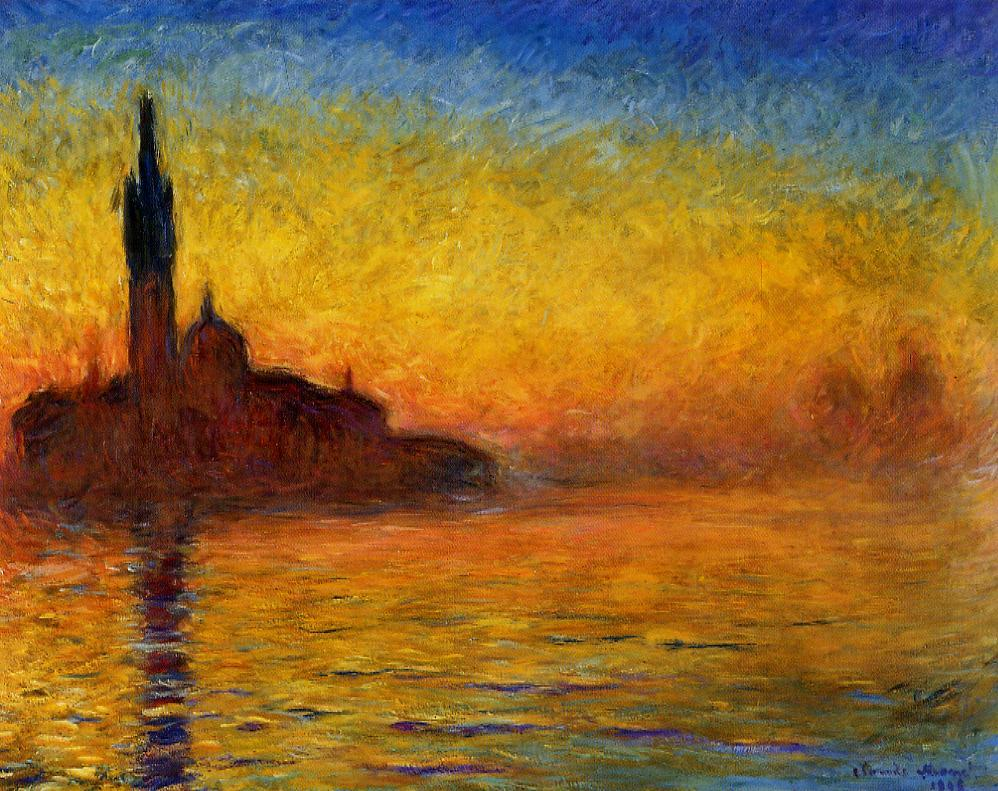
Claude Monet, Crépuscule, Venise (1908)
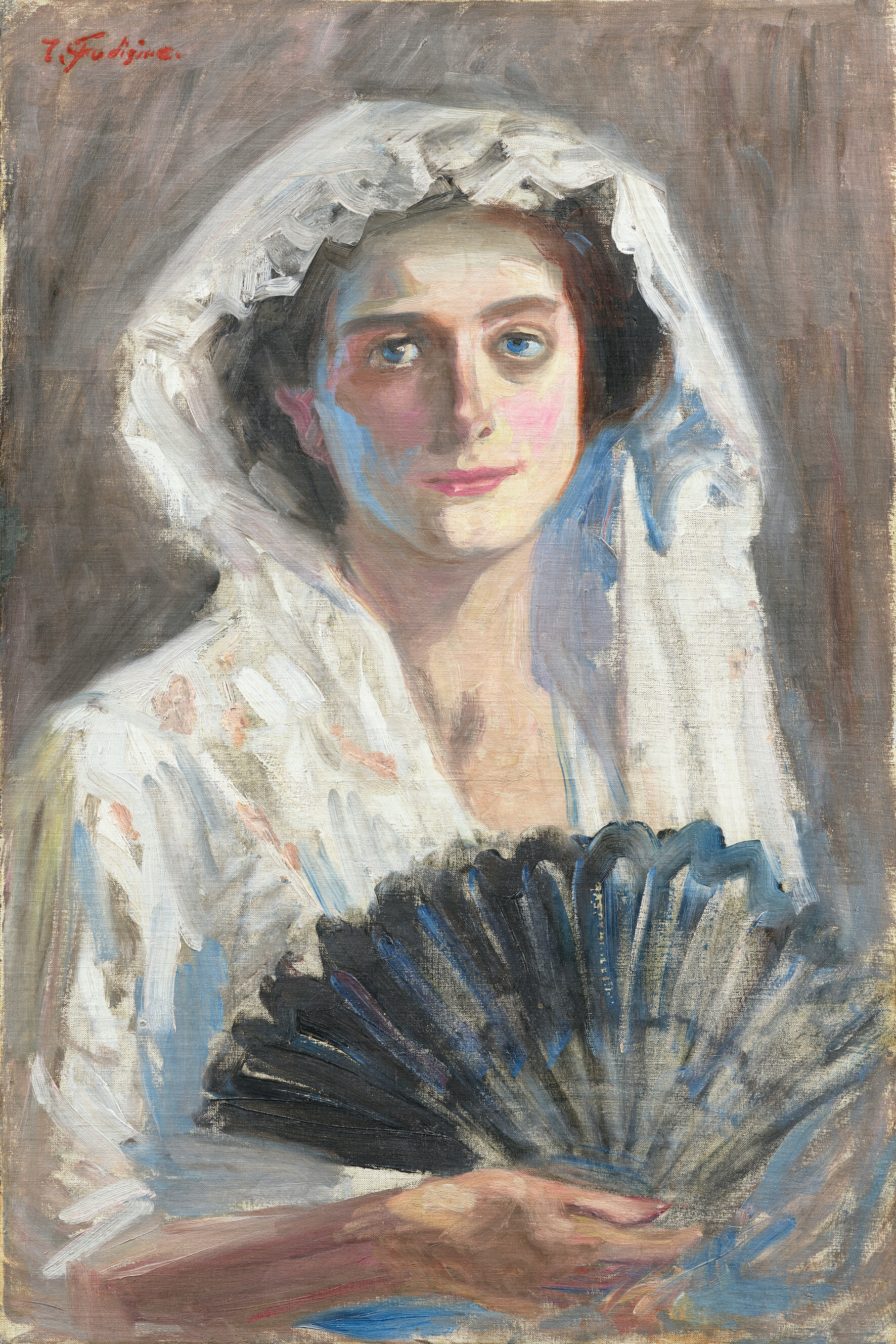
Fujishima Takeji (藤島 武) : L'Éventail noir (1908)
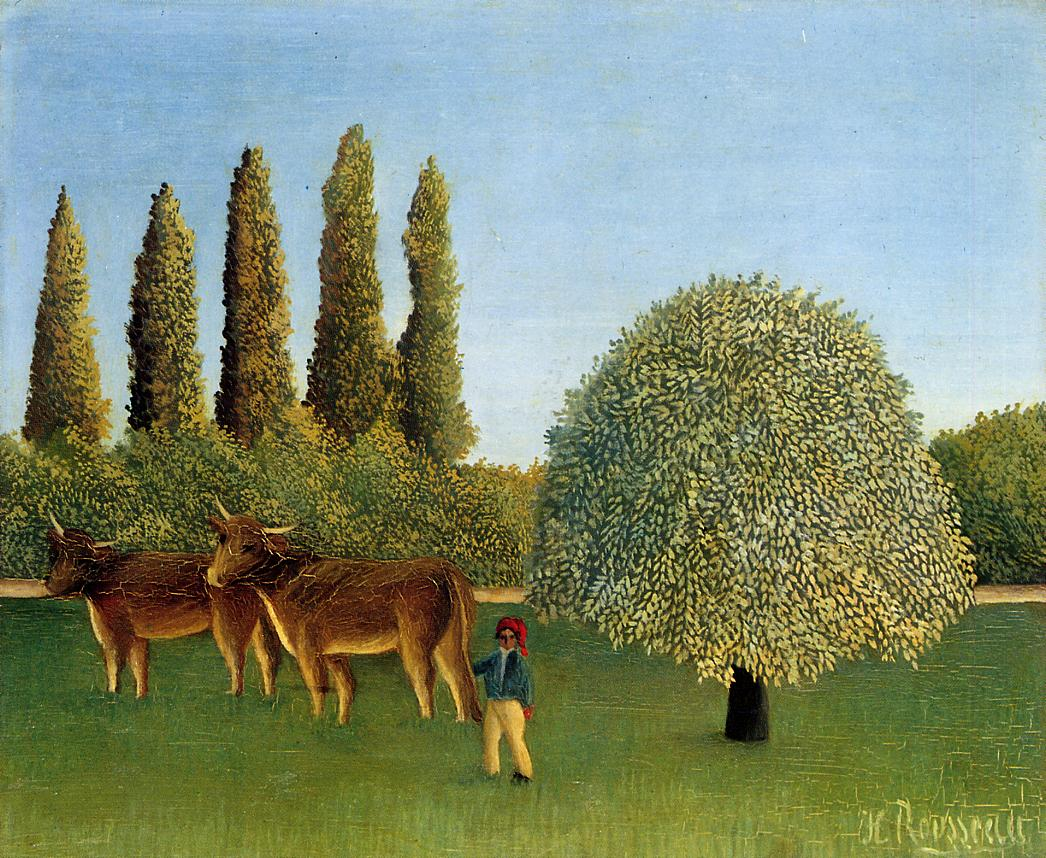
Henri Rousseau, L'Herbage (1910)